# Europas MotoGP 1993
Europas MotoGP 1993 kördes den 4 juli på Circuit de Catalunya i Spanien.

## 500GP

### Slutresultat
| Plats | Förare            | Märke    | Grid | Kvaltid  |
| ----- | ----------------- | -------- | ---- | -------- |
| 1     | Wayne Rainey      | Yamaha   | 3    | 1.49,256 |
| 2     | Mick Doohan       | Honda    | 1    | 1.48,947 |
| 3     | Kevin Schwantz    | Suzuki   | 2    | 1.49,206 |
| 4     | Daryl Beattie     | Honda    | 7    | 1.50,121 |
| 5     | Alex Barros       | Suzuki   | 10   | 1.51,490 |
| 6     | Niall Mackenzie   | Yamaha   | 9    | 1.51,072 |
| 7     | J.M. López Mella  | Yamaha   | 12   | 1.52,356 |
| 8     | José Kuhn         | Yamaha   | 13   | 1.52,423 |
| 9     | Juan Garriga      | Cagiva   | 16   | 1.52,793 |
| 10    | Renzo Colleoni    | Yamaha   | 20   | 1.53,110 |
| 11    | Jeremy McWilliams | Yamaha   | 18   | 1.52,912 |
| 12    | Sean Emmett       | Yamaha   | 21   | 1.53,361 |
| 13    | Andreas Meklau    | Yamaha   | 23   | 1.53,610 |
| 14    | Cees Doorakkers   | Yamaha   | 24   | 1.53,660 |
| 15    | Luca Cadalora     | Yamaha   | 6    | 1.49,845 |
| 16    | Andrew Stroud     | Yamaha   | 25   | 1.53,828 |
| 17    | Michael Rudroff   | Yamaha   | 17   | 1.52,857 |
| 18    | Bernard Garcia    | Yamaha   | 15   | 1.52,632 |
| 19    | Serge David       | Yamaha   | 19   | 1.53,019 |
| 20    | Tsumoto Udagawa   | Yamaha   | 11   | 1.52,234 |
| 21    | Laurent Naveau    | Yamaha   | 14   | 1.52,573 |
| 22    | Thierry Crine     | Yamaha   | 27   | 1.54,322 |
| 23    | Lucio Pedercini   | Yamaha   | 26   | 1.54,137 |
| 24    | Kevin Mitchell    | Yamaha   | 22   | 1.53,441 |
| 25    | Bruno Bonhuil     | Yamaha   | 28   | 1.54,442 |
| 26    | Marco Papa        | Librenti | 31   | 1.56,470 |
| 27    | Doug Chandler     | Cagiva   | 5    | 1.49,780 |
| 28    | Shinichi Itoh     | Honda    | 8    | 1.50,608 |
| 29    | Simon Crafar      | Yamaha   | 30   | 1.55,511 |
| 30    | Àlex Crivillé     | Honda    | 4    | 1.49,574 |
| 31    | John Reynolds     | Yamaha   | 29   | 1.54,982 |